# Jonatan Godtrogens underbara äventyr
Jonatan Godtrogens underbara äventyr: En frimarknadsodyssé (originaltitel: The Adventures of Jonathan Gullible: A Free Market Odyssey) är en libertariansk roman av Ken Schoolland från 1988. Boken, som anspelar på Gullivers resor, följer Jonatan Godtrogen i en resa i ett främmande land. Genom det Jonatan får uppleva i landet framför författaren kritik mot skatter och statlig inblandning i ekonomin.
Boken har översatts till tiotals språk, till svenska av Mats Hinze 2004 för planerad utgivning på John-Henri Holmbergs förlag Replik, men detta skedde aldrig.